# Acrolophus signatus
Acrolophus signatus är en fjärilsart som beskrevs av August Busck 1920. Acrolophus signatus ingår i släktet Acrolophus och familjen Acrolophidae. Inga underarter finns listade i Catalogue of Life.